# Betbèze
Betbèze település Franciaországban, Hautes-Pyrénées megyében. Lakosainak száma 46 fő (2022. január 1.). Betbèze Thermes-Magnoac, Aries-Espénan, Devèze, Lalanne és Sariac-Magnoac községekkel határos.

## Népesség
A település népességének változása:
| Lakosok száma | 44   | 46   | 45   | 44   | 47   | 48   | 49   | 46   |
|               | 2013 | 2015 | 2017 | 2018 | 2019 | 2020 | 2021 | 2022 |